# Cotylophoron indicum
Cotylophoron indicum är en plattmaskart. Cotylophoron indicum ingår i släktet Cotylophoron och familjen Paramphistomatidae. Inga underarter finns listade i Catalogue of Life.